# Ben Gibbard

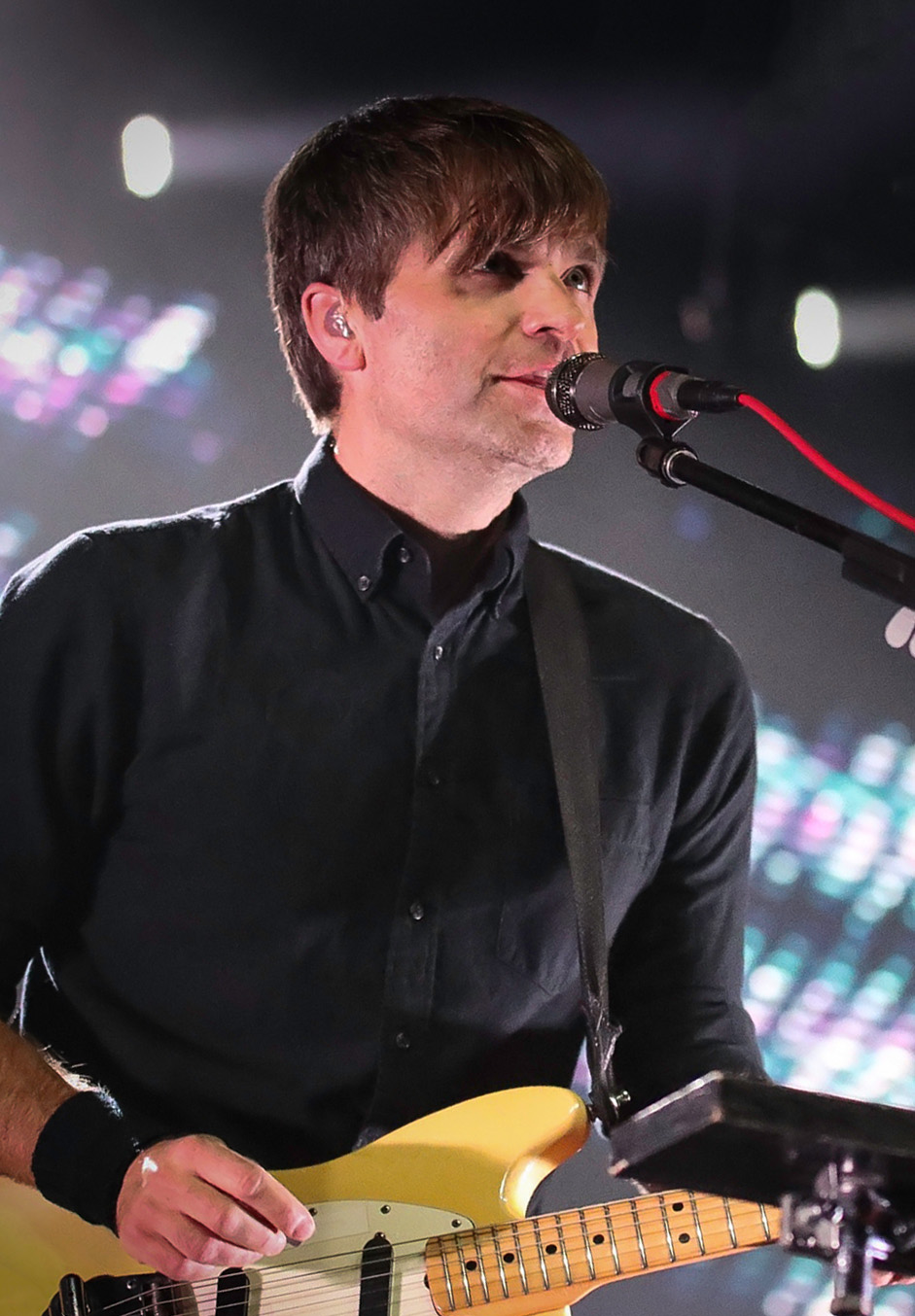
Ben Gibbard, 2018

Benjamin Gibbard (Bremerton (Washington), 11 augustus 1976) is zanger en tekstschrijver van de Amerikaanse indierockband Death Cab For Cutie.
Gibbard vormt met Jimmy Tamborello van Dntel ook de band The Postal Service, die in 2003 het album Give Up uitbracht. Hij maakte eerst muziek onder de naam All-Time Quarterback. Gibbard is geboren in Bremerton, in de staat Washington.
The Postal Service ontleent haar naam aan het feit dat de ruwe opnames per post heen en weer werden gestuurd tussen Gibbard en Tamborello.
All-Time Quarterback was een project dat Gibbard in 1999 solo deed. Nummers die hij niet geschikt vond voor Death Cab For Cutie werden door hemzelf opgenomen met een 4-sporen recorder.

## Discografie

### Singles
| Single met hitnotering(en) in de Vlaamse Ultratop 50 | Datum van verschijnen | Datum van binnenkomst | Hoogste positie | Aantal weken | Opmerkingen    |
| ---------------------------------------------------- | --------------------- | --------------------- | --------------- | ------------ | -------------- |
| Something's rattling (Cowpoke)                       | 2012                  | 22-12-2012            | tip93*          |              | met Trio Ellas |

Ben Gibbard · Chris Walla · Nick Harmer · Nathan Good · Michael Schorr · Jason McGerr
Albums: You Can Play These Songs with Chords · Something About Airplanes · We Have the Facts and We're Voting Yes · The Photo Album · You Can Play These Songs with Chords (Reissue) · Transatlanticism · Plans
- Biblioteca Nacional de España: XX4936443
- Bibliothèque nationale de France: cb15753407b (data)
- Gemeinsame Normdatei: 135404762
- International Standard Name Identifier: 0000 0000 5605 1297
- Library of Congress Control Number: no2005093137
- MusicBrainz: 02031e5c-f9ab-4b4e-bc08-a61ea11a455d
- Nationale Bibliotheek van Israël: 987007317737905171
- Virtual International Authority File: 80162927
- WorldCat: E39PBJvCVWwm6fBfk8td7tHKVC